# Jan Chełmecki
Jan Chełmecki (25. ledna 1816 Żmiąca – 17. listopadu 1887 Krakov) byl rakouský římskokatolický kněz a politik polské národnosti z Haliče, v 2. polovině 19. století poslanec Říšské rady.

## Biografie
Vystudoval gymnázium v Nowém Sączu. Studoval pak v letech 1839–1843 bohoslovectví na semináři v Tarnówě a získal titul doktora teologie. Působil jako kaplan a vikář v Ryglicích a Przecławi.
 Podílel se na povstání v Krakově v roce 1846 a následně strávil jistý čas ve vazbě. Potom působil jako učitel, nejprve coby vychovatel v rodině hraběte Tarnovského, pak vyučoval náboženství na gymnáziu sv. Anny v Krakově. Kromě toho zastával funkci rady a referenta biskupské konzistoře a byl farářem.
Od roku 1876 zasedal jako poslanec Haličského zemského sněmu, kam byl opětovně zvolen roku 1878. Působil i jako poslanec Říšské rady (celostátního parlamentu), kam usedl v prvních přímých volbách roku 1873 za kurii venkovských obcí v Haliči, obvod Nowy Sącz, Limanowa, Nowy Targ atd. Mandát obhájil ve volbách roku 1879. V roce 1873 se uvádí jako Johann Chełmecki, kněz a gymnaziální profesor, bytem Krakov. V parlamentu zastupoval opoziční slovanskou pravici. Patřil do parlamentní frakce Polský klub.
Zemřel v listopadu 1887.